# ATFX
ATFXは、イギリスを本拠地とするグローバルな外国為替仲介会社である。

## 沿革
ATFXは、2017年10月9日に創設され、事務所をイギリスに置く。現在、ATFXはヨーロッパ、アラブ首長国連邦、ラテンアメリカおよびアジアで業務を展開している。 ATFXはATFX (UK)の取締役会長のジョー・リー氏率いるエリート管理職チームによって運営されている。
2019年6月、ATFXはイタリア、リミニでの「投資＆トレーディングフォーラム」に参加すると共に、そのスポンサーを務めた。
2019年6月、ATFXはマドリードで開催された最大の外国為替イベントの1つに参加した。

## 商品およびサービス
ATFXは、外国為替、仮想通貨、貴金属、エネルギーのCFD、株価指数CFD、コモディティ、株式CFDおよび40以上の通貨ペア、膨大な数の株式の取引に関心を持つ個人投資家にMetaTrader 4プラットフォームを提供している。

## 受賞歴
2017 - Forex Awardsにて「ヨーロッパで最も急成長している外国為替ブローカー」賞を受賞
2018 - UK Forex Awardsにて「ベストFX CFDブローカー」賞を受賞
2019 - ベストお客様サポート - OnlineBroker-Portal Awardにて1位